# Turbinicarpus laui
Turbinicarpus laui är en kaktusväxtart som beskrevs av Charles Edward Glass och R.A. Foster. Turbinicarpus laui ingår i släktet Turbinicarpus och familjen kaktusväxter. Inga underarter finns listade i Catalogue of Life.

## Bildgalleri

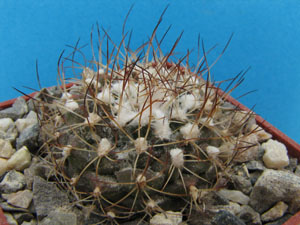
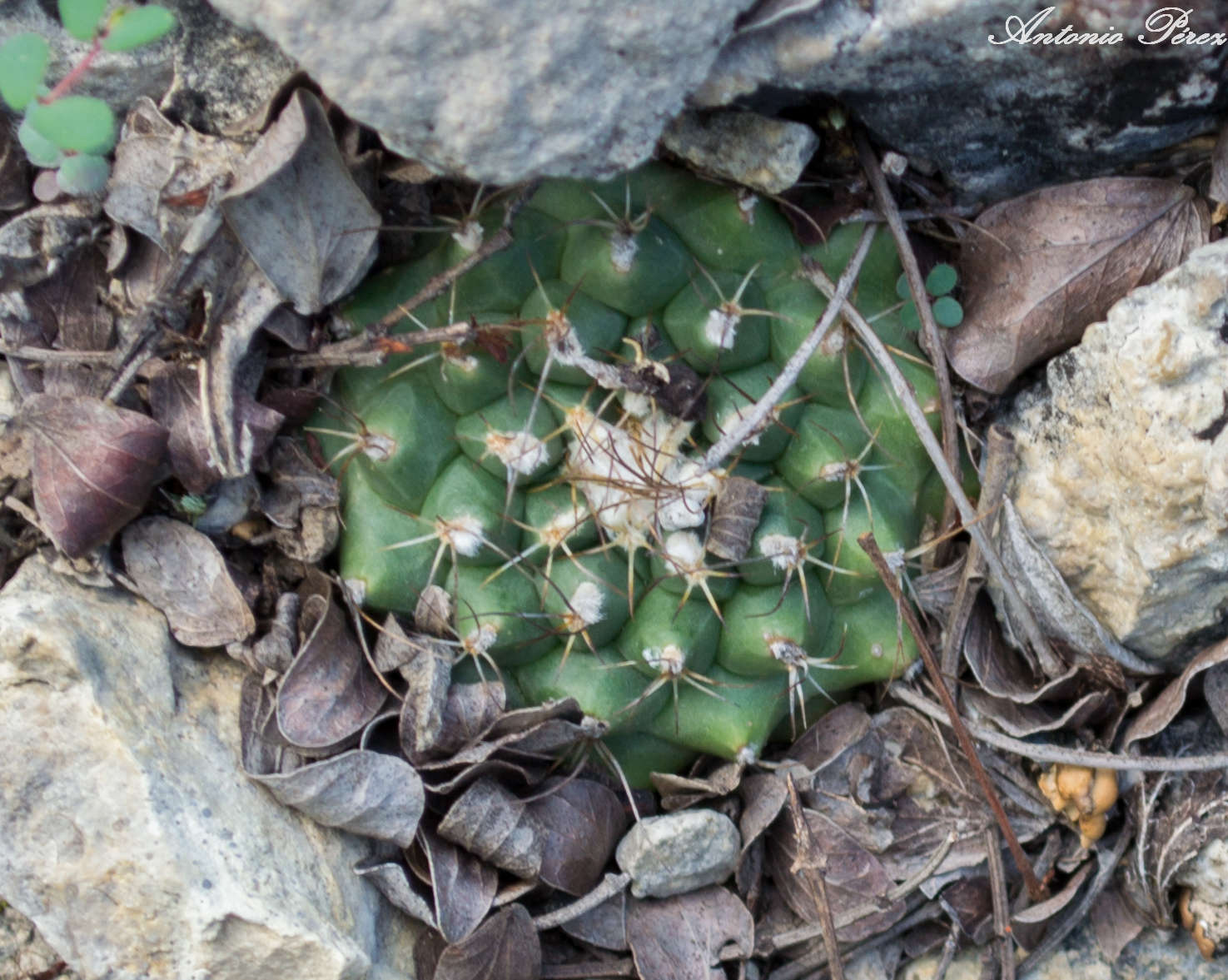
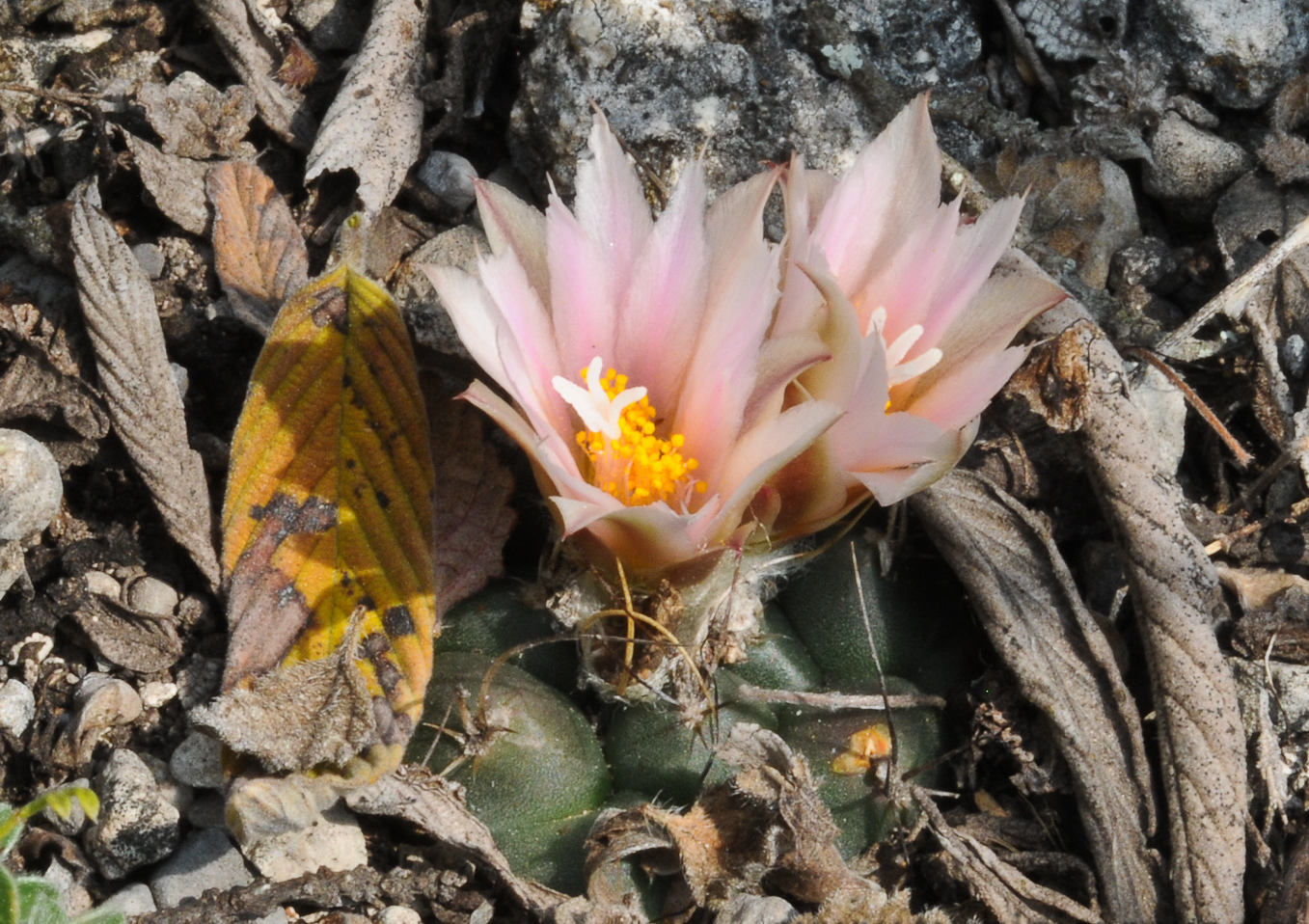